# Населення Азербайджану
Населення Азербайджану. Чисельність населення країни 2015 року становила 9,780 млн осіб (92-ге місце у світі). Чисельність азербайджанців стабільно збільшується, народжуваність 2015 року становила 16,64 ‰ (112-те місце у світі), смертність — 7,07 ‰ (132-ге місце у світі), природний приріст — 0,96 % (121-ше місце у світі) . 

## Природний рух

### Відтворення
Народжуваність у Азербайджані, станом на 2015 рік, дорівнює 16,64 ‰ (112-те місце у світі). Коефіцієнт потенційної народжуваності 2015 року становив 1,91 дитини на одну жінку (135-те місце у світі). Згідно з даними Програми досліджень демографії та здоров'я, 2006 року народжуваність (CBR) становила 17,2 ‰, коефіцієнт фертильності (TFR) — 2,0; по містах ці показники дорівнювали 15,6 і 1,8, відповідно; по селах — 19,3 і 2,3, відповідно.
Рівень застосування контрацепції 51,1 % (станом на 2006 рік). Середній вік матері при народженні першої дитини становив 23,4 року (оцінка на 2011 рік).
Смертність у Азербайджані 2015 року становила 7,07 ‰ (132-ге місце у світі).
Природний приріст населення в країні 2015 року становив 0,96 % (121-ше місце у світі).
Природний рух населення Азербайджану в 1946—2015 роках
| Рік  | Чисельність населення (тис. осіб) | Живих народжень | Смертей | Природний приріст | Народжуваність (‰) | Смертність (‰) | Природний приріст (‰) | Фертильність |
| ---- | --------------------------------- | --------------- | ------- | ----------------- | ------------------ | -------------- | --------------------- | ------------ |
| 1946 | 2 737,5                           | 62 727          | 23 233  | 39 494            | 22,9               | 8,5            | 14,4                  |              |
| 1947 | 2 719,9                           | 80 046          | 23 509  | 56 537            | 29,4               | 8,6            | 20,8                  |              |
| 1948 | 2 716,0                           | 78 324          | 26 632  | 51 692            | 28,8               | 9,8            | 19,0                  |              |
| 1949 | 2 795,8                           | 83 760          | 29 102  | 54 658            | 30,0               | 10,4           | 19,6                  |              |
| 1950 | 2 896,2                           | 90 280          | 27 746  | 62 534            | 31,2               | 9,6            | 21,6                  |              |
| 1951 | 2 995,0                           | 100 979         | 27 331  | 73 648            | 33,7               | 9,1            | 24,6                  |              |
| 1952 | 3 102,9                           | 106 687         | 30 244  | 76 443            | 34,4               | 9,7            | 24,6                  |              |
| 1953 | 3 170,6                           | 101 378         | 29 707  | 71 671            | 32,0               | 9,4            | 22,6                  |              |
| 1954 | 3 234,6                           | 117 428         | 28 855  | 88 573            | 36,3               | 8,9            | 27,4                  |              |
| 1955 | 3 326,0                           | 125 599         | 25 074  | 100 525           | 37,8               | 7,5            | 30,2                  |              |
| 1956 | 3 429,6                           | 134 594         | 23 931  | 110 663           | 39,2               | 7,0            | 32,3                  |              |
| 1957 | 3 539,7                           | 139 529         | 25 667  | 113 862           | 39,4               | 7,3            | 32,2                  |              |
| 1958 | 3 644,0                           | 147 534         | 27 119  | 120 415           | 40,5               | 7,4            | 33,0                  |              |
| 1959 | 3 754,3                           | 155 872         | 26 086  | 129 786           | 41,5               | 6,9            | 34,6                  |              |
| 1960 | 3 894,5                           | 165 849         | 25 918  | 139 931           | 42,6               | 6,7            | 35,9                  |              |
| 1961 | 4 045,8                           | 170 504         | 27 295  | 143 209           | 42,1               | 6,7            | 35,4                  | 5,2          |
| 1962 | 4 168,2                           | 168 341         | 30 901  | 137 440           | 40,4               | 7,4            | 33,0                  | 5,2          |
| 1963 | 4 293,6                           | 175 033         | 30 230  | 144 803           | 40,8               | 7,0            | 33,7                  | 5,4          |
| 1964 | 4 439,3                           | 176 546         | 31 841  | 144 705           | 39,8               | 7,2            | 32,6                  | 5,5          |
| 1965 | 4 574,7                           | 167 429         | 29 095  | 138 334           | 36,6               | 6,4            | 30,2                  | 5,5          |
| 1966 | 4 708,2                           | 166 545         | 31 657  | 134 888           | 35,4               | 6,7            | 28,6                  | 5,3          |
| 1967 | 4 832,0                           | 157 270         | 32 338  | 124 932           | 32,5               | 6,7            | 25,9                  | 5,1          |
| 1968 | 4 948,5                           | 158 962         | 32 950  | 126 012           | 32,1               | 6,7            | 25,5                  | 5,0          |
| 1969 | 5 061,1                           | 148 078         | 35 428  | 112 650           | 29,3               | 7,0            | 22,3                  | 4,8          |
| 1970 | 5 169,9                           | 150 976         | 34 506  | 116 470           | 29,2               | 6,7            | 22,5                  | 4,7          |
| 1971 | 5 283,0                           | 146 261         | 34 236  | 112 025           | 27,7               | 6,5            | 21,2                  | 4,6          |
| 1972 | 5 391,5                           | 137 752         | 35 658  | 102 094           | 25,6               | 6,6            | 18,9                  | 4,1          |
| 1973 | 5 493,9                           | 138 569         | 34 770  | 103 799           | 25,2               | 6,3            | 18,9                  | 4,1          |
| 1974 | 5 594,1                           | 139 084         | 36 082  | 103 002           | 24,9               | 6,5            | 18,4                  | 4,0          |
| 1975 | 5 689,1                           | 141 857         | 39 291  | 102 566           | 24,9               | 6,9            | 18,0                  | 3,7          |
| 1976 | 5 781,0                           | 147 199         | 38 029  | 109 170           | 25,5               | 6,6            | 18,9                  | 3,9          |
| 1977 | 5 876,2                           | 146 822         | 39 035  | 107 787           | 25,0               | 6,6            | 18,3                  | 3,8          |
| 1978 | 5 974,2                           | 148 812         | 39 936  | 108 876           | 24,9               | 6,7            | 18,2                  | 3,6          |
| 1979 | 6 069,3                           | 153 080         | 43 022  | 110 058           | 25,2               | 7,1            | 18,1                  | 3,5          |
| 1980 | 6 160,5                           | 154 974         | 43 064  | 111 910           | 25,2               | 7,0            | 18,2                  | 3,3          |
| 1981 | 6 257,8                           | 164 577         | 42 898  | 121 679           | 26,3               | 6,9            | 19,4                  | 3,2          |
| 1982 | 6 357,6                           | 160 425         | 42 376  | 118 049           | 25,2               | 6,7            | 18,6                  | 3,1          |
| 1983 | 6 459,8                           | 168 644         | 42 944  | 125 700           | 26,1               | 6,6            | 19,5                  | 3,0          |
| 1984 | 6 567,9                           | 174 437         | 44 845  | 129 592           | 26,6               | 6,8            | 19,7                  | 3,0          |
| 1985 | 6 670,2                           | 177 657         | 45 179  | 132 478           | 26,6               | 6,8            | 19,9                  | 2,9          |
| 1986 | 6 770,3                           | 186 609         | 45 344  | 141 265           | 27,6               | 6,7            | 20,9                  | 2,9          |
| 1987 | 6 875,4                           | 184 585         | 45 744  | 138 841           | 26,8               | 6,7            | 20,2                  | 2,9          |
| 1988 | 6 972,9                           | 184 350         | 47 485  | 136 865           | 26,4               | 6,8            | 19,6                  | 2,8          |
| 1989 | 7 074,8                           | 181 631         | 44 016  | 137 615           | 25,7               | 6,2            | 19,5                  | 2,8          |
| 1990 | 7 175,2                           | 182 989         | 42 819  | 140 170           | 25,5               | 6,0            | 19,5                  | 2,77         |
| 1991 | 7 271,3                           | 190 353         | 44 659  | 145 694           | 26,2               | 6,1            | 20,0                  | 2,9          |
| 1992 | 7 382,1                           | 181 361         | 51 258  | 130 103           | 24,6               | 6,9            | 17,6                  | 2,7          |
| 1993 | 7 494,8                           | 174 618         | 52 809  | 121 809           | 23,3               | 7,0            | 16,3                  | 2,7          |
| 1994 | 7 596,6                           | 159 761         | 54 921  | 104 840           | 21,0               | 7,2            | 13,8                  | 2,5          |
| 1995 | 7 684,9                           | 143 315         | 50 828  | 92 487            | 18,6               | 6,6            | 12,0                  | 2,29         |
| 1996 | 7 763,0                           | 129 247         | 48 242  | 81 005            | 16,6               | 6,2            | 10,4                  | 2,10         |
| 1997 | 7 838,3                           | 132 052         | 46 962  | 85 090            | 16,8               | 6,0            | 10,9                  | 2,10         |
| 1998 | 7 912,0                           | 123 996         | 46 299  | 77 697            | 15,7               | 5,9            | 9,8                   | 2,00         |
| 1999 | 7 990,1                           | 117 539         | 46 295  | 71 244            | 14,7               | 5,8            | 8,9                   | 2,00         |
| 2000 | 8 073,6                           | 116 994         | 46 701  | 70 293            | 14,7               | 5,9            | 8,8                   | 1,99         |
| 2001 | 8 152,9                           | 110 356         | 45 284  | 65 072            | 13,7               | 5,6            | 8,1                   | 1,83         |
| 2002 | 8 230,3                           | 110 715         | 46 522  | 64 193            | 13,7               | 5,7            | 8,0                   | 1,84         |
| 2003 | 8 309,2                           | 113 467         | 49 001  | 64 466            | 13,9               | 6,0            | 7,9                   | 1,91         |
| 2004 | 8 398,3                           | 131 609         | 49 568  | 82 041            | 15,9               | 6,0            | 9,9                   | 2,10         |
| 2005 | 8 447,4                           | 141 901         | 51 962  | 89 939            | 16,9               | 6,2            | 10,7                  | 2,33         |
| 2006 | 8 553,1                           | 148 946         | 52 248  | 96 698            | 17,5               | 6,2            | 11,3                  | 2,33         |
| 2007 | 8 666,1                           | 151 963         | 53 655  | 98 308            | 17,7               | 6,2            | 11,5                  | 2,33         |
| 2008 | 8 779,9                           | 152 086         | 52 710  | 99 376            | 17,4               | 6,0            | 11,4                  | 2,25         |
| 2009 | 8 897,0                           | 152 139         | 52 514  | 99 625            | 17,2               | 5,9            | 11,3                  | 2,26         |
| 2010 | 8 997,6                           | 165 643         | 53 580  | 112 063           | 18,5               | 6,0            | 12,5                  | 2,27         |
| 2011 | 9 111,1                           | 176 072         | 53 762  | 122 310           | 19,4               | 5,9            | 13,5                  | 2,38         |
| 2012 | 9 235,1                           | 174 469         | 55 017  | 119 452           | 19,0               | 6,0            | 13,0                  | 2,34         |
| 2013 | 9 356,5                           | 172 671         | 54 383  | 118 288           | 18,6               | 5,8            | 12,8                  | 2,22         |
| 2014 | 9 477,1                           | 170 503         | 55 648  | 114 855           | 18,1               | 5,9            | 12,2                  | 2,18         |
| 2015 | 9 593,0                           | 166 210         | 54 697  | 111 513           | 17,4               | 5,7            | 11,7                  | 2,12         |

### Вікова структура

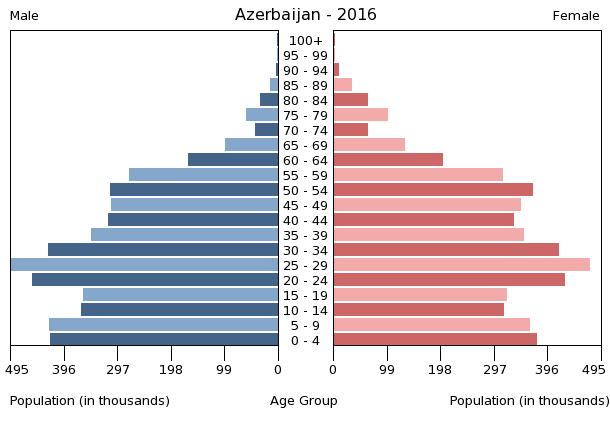
Віково-статева піраміда населення Азербайджану, 2016 рік

Середній вік населення Азербайджану становить 30,9 року (107-ме місце у світі): для чоловіків — 29,3, для жінок — 32,6 року. Очікувана середня тривалість життя 2015 року становила 72,2 року (143-тє місце у світі), для чоловіків — 69,19 року, для жінок — 75,54 року.
Вікова структура населення Азербайджану, станом на 2015 рік, мала такий вигляд:
- діти віком до 14 років — 22,72 % (1 190 101 чоловік, 1 031 631 жінки);
- молодь віком 15—24 роки — 16,69 % (847 738 чоловіків, 784 379 жінок);
- дорослі віком 25—54 роки — 45,17 % (2 158 226 чоловіків, 2 259 284 жінки);
- особи передпохилого віку (55—64 роки) — 9,06 % (409 137 чоловіків, 477 078 жінок);
- особи похилого віку (65 років і старіші) — 6,37 % (237 547 чоловіків, 385 658 жінок)[1].

Вікова структура населення 2012 року (більш детально)
| Вікова група | Чоловіки  | Жінки     | Загалом   | %     |
| ------------ | --------- | --------- | --------- | ----- |
| 0—4          | 424 224   | 364 639   | 788 863   | 8,49  |
| 5—9          | 331 543   | 290 248   | 621 791   | 6,69  |
| 10—14        | 349 403   | 309 664   | 659 067   | 7,09  |
| 15—19        | 427 434   | 395 702   | 823 136   | 8,85  |
| 20—24        | 471 966   | 468 961   | 940 927   | 10,12 |
| 25—29        | 436 352   | 449 314   | 885 666   | 9,53  |
| 30—34        | 374 627   | 377 208   | 751 835   | 8,09  |
| 35—39        | 308 030   | 321 923   | 629 953   | 6,78  |
| 40—44        | 312 384   | 337 501   | 649 885   | 6,99  |
| 45—49        | 317 396   | 348 790   | 666 186   | 7,17  |
| 50—54        | 309 238   | 332 171   | 641 409   | 6,90  |
| 55—59        | 202 120   | 223 269   | 425 389   | 4,58  |
| 60—64        | 128 100   | 148 800   | 276 900   | 2,98  |
| 65—69        | 57 499    | 72 190    | 129 689   | 1,40  |
| 70—74        | 72 995    | 99 345    | 172 340   | 1,85  |
| 75—79        | 55 132    | 78 468    | 133 600   | 1,44  |
| 80—84        | 27 839    | 40 680    | 68 519    | 0,74  |
| 85—89        | 7 756     | 14 359    | 22 115    | 0,24  |
| 90—94        | 1 759     | 4 441     | 6 200     | 0,07  |
| 95—99        | 294       | 1 109     | 1 403     | 0,02  |
| 100+         | 48        | 863       | 911       | 0,01  |
| Загалом      | 4 616 139 | 4 679 645 | 9 295 784 | 100   |

### Шлюбність— розлучуваність
Коефіцієнт шлюбності, тобто кількість шлюбів на 1 тис. осіб за календарний рік, дорівнює 9,7; коефіцієнт розлучуваності — 1,2; індекс розлучуваності, тобто відношення шлюбів до розлучень за календарний рік — 12 (дані за 2011 рік). Середній вік, коли чоловіки беруть перший шлюб, дорівнює 27,7 року, жінки — 23,7 року, загалом — 25,7 року (дані за 2014 рік).

## Розселення
Густота населення країни 2015 року становила 118 осіб/км² (100-те місце у світі).

### Урбанізація

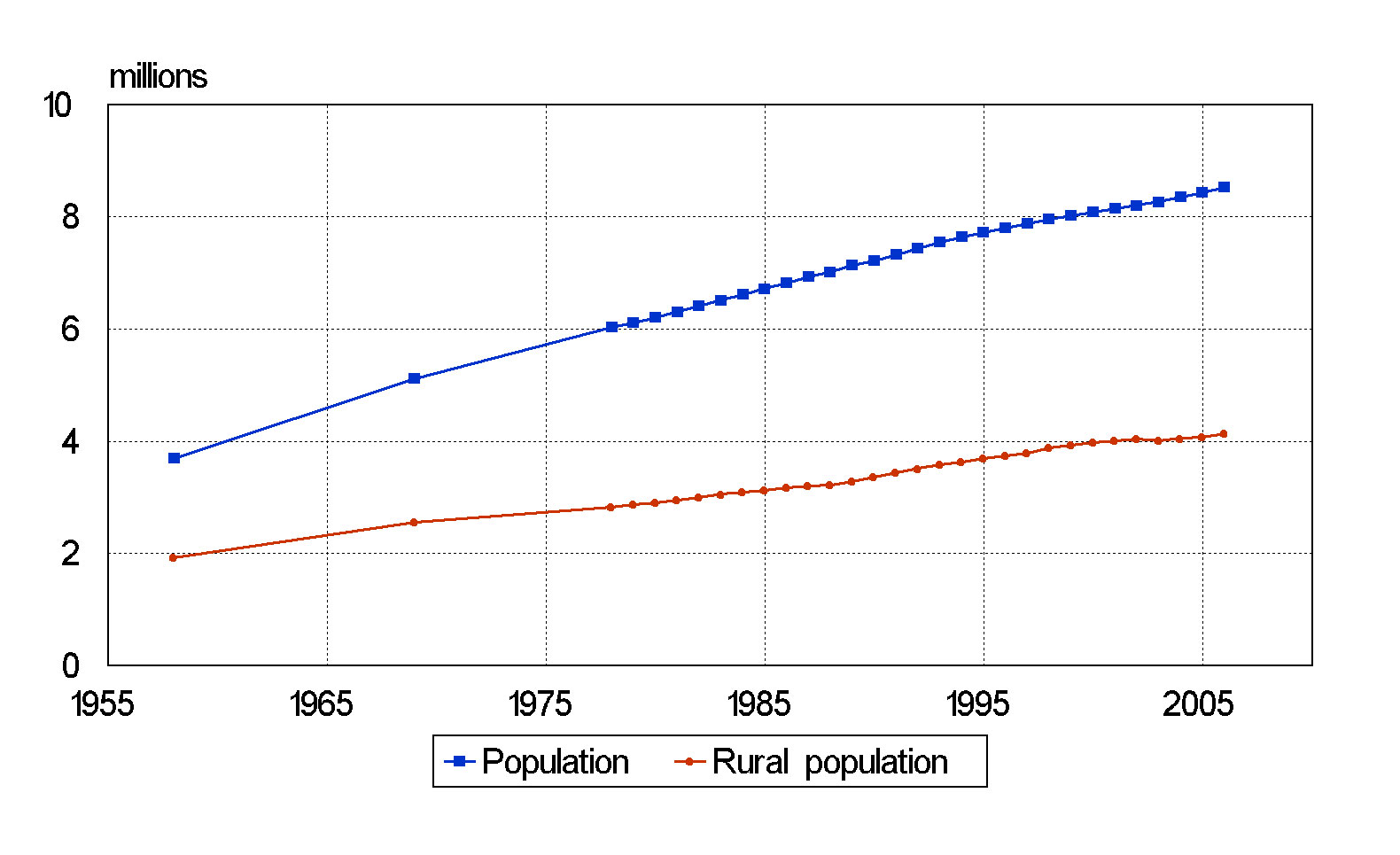
Ріст сільського населення Азербайджану в порівнянні з загальним, 1958—2006 роки

Азербайджан високоурбанізована країна. Рівень урбанізованості становить 54,6 % населення країни (станом на 2015 рік), темпи зростання частки міського населення — 1,56 % (оцінка тренду за 2010—2015 роки).
Головні міста держави: Баку (столиця) — 2,374 млн осіб (дані за 2015 рік).
Співвідношення міського і сільського населення країни (кількість у тис. осіб)
| Рік      | 1897   | 1908   | 1917   | 1920   | 1923   | 1930   | 1940   | 1941   | 1942   | 1943   | 1944   | 1945   | 1946   | 1947   | 1948   | 1949   | 1950   | 1960   | 1970   | 1980   | 1990   | 2000   | 2009   | 2010   | 2016   |  |
| -------- | ------ | ------ | ------ | ------ | ------ | ------ | ------ | ------ | ------ | ------ | ------ | ------ | ------ | ------ | ------ | ------ | ------ | ------ | ------ | ------ | ------ | ------ | ------ | ------ | ------ |  |
| Міське   | 305,1  | -      | 560,2  | 405,8  | 486,0  | 750,9  | 1212,0 | 1239,8 | 1195,5 | 1138,1 | 1105,8 | 1118,5 | 1159,9 | 1163,1 | 1110,1 | 1149,1 | 1252,3 | 1835,2 | 2564,6 | 3247,5 | 3847,3 | 4116,4 | 4818,7 | -      |        |  |
| Сільське | 1501,6 | -      | 1793,5 | 1546,4 | 1377,0 | 1818,6 | 2062,0 | 2092,0 | 1961,6 | 1780,0 | 1670,9 | 1587,1 | 1574,6 | 1577,4 | 1589,2 | 1583,5 | 1606,6 | 1980,5 | 2552,5 | 2866,8 | 3284,6 | 3916,4 | 4078,6 | -      |        |  |
| Загалом  | 1806,7 | 2014,3 | 2353,7 | 1952,2 | 1863,0 | 2569,5 | 3274,0 | 3331,8 | 3157,1 | 2918,1 | 2776,7 | 2705,6 | 2734,5 | 2740,5 | 2699,3 | 2732,6 | 2858,9 | 3815,7 | 5117,1 | 6114,3 | 7131,9 | 8032,8 | 8896,9 | 9000,0 | 9747,0 |  |

### Міграції
Річний рівень еміграції 2015 року становив 0 ‰ (109-те місце у світі). Цей показник не враховує різниці між законними і незаконними мігрантами, між біженцями, трудовими мігрантами та іншими.

#### Біженці й вимушені переселенці
Станом на 2015 рік, у країні налічується 618,22 тис. внутрішньо переміщених осіб під час війни в Нагорному Карабасі, переважно етнічні азербайджанці, курди, росіяни і турки. Половина з них мешкає в Баку.
У країні перебуває 3,58 тис. осіб без громадянства.
Азербайджан є членом Міжнародної організації з міграції (IOM).

## Етнічний склад
| Етнічний склад (2010 рік) | Етнічний склад (2010 рік) | Етнічний склад (2010 рік) | Етнічний склад (2010 рік) | Етнічний склад (2010 рік) |
| ------------------------- | ------------------------- | ------------------------- | ------------------------- | ------------------------- |
| Етнос:                    |                           |                           | Відсоток:                 |                           |
| азербайджанці             | азербайджанці             |                           | 91.6%                     | 91.6%                     |
| лезгіни                   | лезгіни                   |                           | 2%                        | 2%                        |
| росіяни                   | росіяни                   |                           | 1.3%                      | 1.3%                      |
| вірмени                   | вірмени                   |                           | 1.3%                      | 1.3%                      |
| талиши                    | талиши                    |                           | 1.3%                      | 1.3%                      |
| інші                      | інші                      |                           | 2.4%                      | 2.4%                      |

Головні етноси країни: азербайджанці — 91,6 %, лезгіни — 2 %, росіяни — 1,3 %, вірмени — 1,3 %, талиши — 1,3 %, інші — 2,4 % населення (оціночні дані за 2009 рік). Сепаратистський регіон Нагірного Карабаху населений виключно етнічними вірменами.
| Етнічна група | Перепис 1926 | Перепис 1926 | Перепис 1939 | Перепис 1939 | Перепис 1959 | Перепис 1959 | Перепис 1970 | Перепис 1970 | Перепис 1979 | Перепис 1979 | Перепис 1989 | Перепис 1989 | Перепис 1999 | Перепис 1999 | Перепис 2009 | Перепис 2009 |
| Етнічна група | Кількість    | %            | Кількість    | %            | Кількість    | %            | Кількість    | %            | Кількість    | %            | Кількість    | %            | Кількість    | %            | Кількість    | %            |
| ------------- | ------------ | ------------ | ------------ | ------------ | ------------ | ------------ | ------------ | ------------ | ------------ | ------------ | ------------ | ------------ | ------------ | ------------ | ------------ | ------------ |
| Азербайджанці | 1 437 977    | 62,1         | 1 870 471    | 58,4         | 2 494 381    | 67,5         | 3 776 778    | 73,8         | 4 708 832    | 78,1         | 5 804 980    | 82,7         | 7 205 464    | 90,6         | 8 172 800    | 91,6         |
| Лезгини       | 37 263       | 1,6          | 111 666      | 3,5          | 98 211       | 2,7          | 137 250      | 2,7          | 158 057      | 2,6          | 171 395      | 2,4          | 178 021      | 2,2          | 180 300      | 2,02         |
| Вірмени       | 282 004      | 12,2         | 388 025      | 12,1         | 442 089      | 12,0         | 483 520      | 9,4          | 475 486      | 7,9          | 390 505      | 5,6          | 120 745      | 1,5          | 120 300      | 1,35         |
| Росіяни       | 220 545      | 9,5          | 528 318      | 16,5         | 501 282      | 13,6         | 510 059      | 10,0         | 475 255      | 7,9          | 392 304      | 5,6          | 141 687      | 1,8          | 119 300      | 1,35         |
| Талиші        | 77 323       | 3,3          | 87 510       | 2,7          | 85           | 0,0          |              |              |              |              | 21 169       | 0,3          | 76 841       | 1,0          | 112 000      | 1,26         |
| Аварці        | 19 104       | 0,8          | 15 740       | 0,5          | 17 254       | 0,5          | 30 735       | 0,6          | 35 991       | 0,6          | 44 072       | 0,6          | 50 871       | 0,6          | 49 800       | 0,56         |
| Турки         | 95           | 0,0          | 600          | 0,0          | 202          | 0,0          | 8 491        | 0,2          | 7 926        | 0,1          | 17 705       | 0,3          | 43 454       | 0,5          | 38 000       | 0 43         |
| Татари        | 9 948        | 0,4          | 27 591       | 0,9          | 29 370       | 0,8          | 31 353       | 0,6          | 31 204       | 0,5          | 28 019       | 0,4          | 30 011       | 0,4          | 25 900       | 0 29         |
| Тати          | 28 443       | 1,2          | 2 289        | 0,1          | 5 887        | 0,2          | 7 769        | 0,2          | 8 848        | 0,1          | 10 239       | 0,1          | 10 922       | 0,1          | 25 200       | 0,28         |
| Українці      | 18 241       | 0,8          | 23 643       | 0,7          | 25 778       | 0,7          | 29 160       | 0,6          | 26 402       | 0,4          | 32 345       | 0,5          | 28 984       | 0,4          | 21 500       | 0 24         |
| Цахури        | 15 552       | 0,7          | 6 464        | 0,2          | 2 876        | 0,1          | 6 208        | 0,1          | 8 546        | 0,1          | 13 318       | 0,2          | 15 877       | 0,2          | 12 300       | 0,14         |
| Удіни         | 2 445        | 0,1          | 6 464        | 0,2          | 3 202        | 0,1          | 5 492        | 0,1          | 5 841        | 0,1          | 6 125        | 0,1          | 4 152        | 0,1          | 3 800        | 0,04         |
| Грузини       | 9 500        | 0,4          | 10 196       | 0,3          | 9 526        | 0,3          | 13 595       | 0,3          | 11 412       | 0,2          | 14 197       | 0,2          | 14 877       | 0,2          | 9 900        | 0,11         |
| Євреї         | 20 578       | 0,9          | 41 245       | 1,3          | 40 198       | 1,1          | 48 652       | 1,0          | 35 487       | 0,6          | 30 792       | 0,4          | 8 916        | 0,1          | 9 100        | 0,1          |
| Курди         | 41 193       | 1,8          | 6 005        | 0,2          | 1 487        | 0,0          | 5 488        | 0,1          | 5 676        | 0,1          | 12 226       | 0,2          | 13 075       | 0,2          | 6 100        | 0,07         |
| Інші          | 94 360       | 4,1          | 85 387       | 2,7          | 25 889       | 0,7          | 22 531       | 0,4          | 31 552       | 0,5          | 31 787       | 0,5          | 9 541        | 0,1          | 9 500        | 0,11         |
| Загалом       | 2 314 571    | 2 314 571    | 3 205 150    | 3 205 150    | 3 697 717    | 3 697 717    | 5 117 081    | 5 117 081    | 6 026 515    | 6 026 515    | 7 021 178    | 7 021 178    | 7 953 438    | 7 953 438    | 8 922 400    | 8 922 400    |

## Мови
| Мови Азербайджану (2012 рік) | Мови Азербайджану (2012 рік) | Мови Азербайджану (2012 рік) | Мови Азербайджану (2012 рік) | Мови Азербайджану (2012 рік) |
| ---------------------------- | ---------------------------- | ---------------------------- | ---------------------------- | ---------------------------- |
| Мова:                        |                              |                              | Відсоток:                    |                              |
| азербайджанська              | азербайджанська              |                              | 92.5%                        | 92.5%                        |
| російська                    | російська                    |                              | 1.4%                         | 1.4%                         |
| вірменська                   | вірменська                   |                              | 1.4%                         | 1.4%                         |
| інші                         | інші                         |                              | 4.7%                         | 4.7%                         |

Офіційна мова: азербайджанська — розмовляє 92,5 % населення країни. Інші поширені мови: російська — 1,4 %, вірменська — 1,4 %, інші мови — 4,7 % (оцінка 2009 року). Азербайджан, як член Ради Європи, 21 грудня 2001 року підписав, але не ратифікував Європейську хартію регіональних мов.

## Релігії
| Релігії в Азербайджані (2009 рік) | Релігії в Азербайджані (2009 рік) | Релігії в Азербайджані (2009 рік) | Релігії в Азербайджані (2009 рік) | Релігії в Азербайджані (2009 рік) |
| --------------------------------- | --------------------------------- | --------------------------------- | --------------------------------- | --------------------------------- |
| Віросповідання:                   |                                   |                                   | Відсоток:                         |                                   |
| мусульмани                        | мусульмани                        |                                   | 96.9%                             | 96.9%                             |
| християни                         | християни                         |                                   | 3%                                | 3%                                |
| інші                              | інші                              |                                   | 0.1%                              | 0.1%                              |
| агностики                         | агностики                         |                                   | 0.1%                              | 0.1%                              |

Головні релігії й вірування, які сповідує, і конфесії та церковні організації, до яких відносить себе населення країни: іслам — 96,9 % (превалює шиїзм), християнство — 3 %, інші — 0,1 %, не визначились — 0,1 % (станом на 2010 рік). Віднесення до тієї чи іншої релігії в країні досить номінальне, лише незначна частина населення дотримується релігійних практик.

## Освіта
Рівень письменності 2015 року становив 99,8 % дорослого населення (віком від 15 років): 99,9 % — серед чоловіків, 99,8 % — серед жінок.
Державні витрати на освіту становлять 2,5 % ВВП країни, станом на 2013 рік (158-ме місце у світі). Середня тривалість освіти становить 13 років, для хлопців — до 13 років, для дівчат — до 13 років (станом на 2014 рік).

## Охорона здоров'я
Забезпеченість лікарями в країні на рівні 3,4 лікаря на 1000 мешканців (станом на 2013 рік). Забезпеченість лікарняними ліжками в стаціонарах — 4,7 ліжка на 1000 мешканців (станом на 2012 рік). Загальні витрати на охорону здоров'я 2014 року становили 6 % ВВП країни (128-ме місце у світі).
Смертність немовлят до 1 року, станом на 2015 рік, становила 25,68 ‰ (70-те місце у світі); хлопчиків — 26,52 ‰, дівчаток — 24,74 ‰. Рівень материнської смертності 2015 року становив 25 випадків на 100 тис. народжень (113-те місце у світі).
Азербайджан входить до складу ряду міжнародних організацій: Міжнародного руху (ICRM) і Міжнародної федерації товариств Червоного Хреста і Червоного Півмісяця (IFRCS), Дитячого фонду ООН (UNISEF), Всесвітньої організації охорони здоров'я (WHO).

### Захворювання
2014 року зареєстровано 8,4 тис. хворих на СНІД (100-те місце у світі), це 0,14 % населення в репродуктивному віці 15—49 років (106-те місце у світі). Смертність 2014 року від цієї хвороби становила приблизно 400 осіб (92-ге місце у світі).
Частка дорослого населення з високим індексом маси тіла 2014 року становила 22,2 % (71-ше місце у світі); частка дітей віком до 5 років зі зниженою масою тіла становила 4,9 % (оцінка на 2013 рік). Ця статистика показує як власне стан харчування, так і наявну/гіпотетичну поширеність різних захворювань.

### Санітарія
Доступ до облаштованих джерел питної води 2015 року мало 94,7 % населення в містах і 77,8 % в сільській місцевості; загалом 87 % населення країни. Відсоток забезпеченості населення доступом до облаштованого водовідведення (каналізація, септик): у містах — 91,6 %, в сільській місцевості — 86,6 %, загалом по країні — 89,3 % (станом на 2015 рік). Споживання прісної води, станом на 2010 рік, дорівнює 12,21 км³ на рік, або 1,384 тонни на одного мешканця на рік: з яких 4 % — на промислові, 18 % — на промислові, 78 % — на сільськогосподарські потреби.

## Соціально-економічне становище
Співвідношення осіб, що в економічному плані залежать від інших, до осіб працездатного віку (15—64 роки) загалом становить 38 % (станом на 2015 рік): частка дітей — 30,3 %; частка осіб похилого віку — 7,8 %, або 12,9 потенційно працездатного на 1 пенсіонера. Загалом дані показники характеризують рівень затребуваності державної допомоги в секторах освіти, охорони здоров'я і пенсійного забезпечення, відповідно. За межею бідності 2012 року перебувало 6 % населення країни. Розподіл доходів домогосподарств у країні має такий вигляд: нижній дециль — 3,4 %, верхній дециль — 27,4 % (станом на 2008 рік).
Станом на 2016 рік, уся країна електрифікована, усе населення країни мало доступ до електромереж. Рівень проникнення інтернет-технологій надзвичайно високий. Станом на липень 2015 року в країні налічувалось 7,531 млн унікальних інтернет-користувачів (60-те місце у світі), що становило 77 % загальної кількості населення країни.

### Трудові ресурси
Загальні трудові ресурси 2015 року становили 4,899 млн осіб (86-те місце у світі). Зайнятість економічно активного населення у господарстві країни розподіляється таким чином: аграрне, лісове і рибне господарства — 38,3 %; промисловість і будівництво — 12,1 %; сфера послуг — 49,6 % (2008). 144,39 тис. дітей у віці від 5 до 17 років (7 % загальної кількості) 2005 року були залучені до дитячої праці. Безробіття 2015 року дорівнювало 5,3 % працездатного населення, 2014 року — 5,4 % (57-ме місце у світі); серед молоді у віці 15—24 років ця частка становила 13,8 %, серед юнаків — 12 %, серед дівчат — 15,6 % (83-тє місце у світі).

## Кримінал

### Наркотики

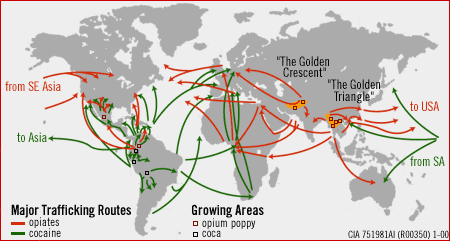
Світові маршрути наркотрафіку

Обмежене вирощування марихуани й опійного маку, переважно на ринок СНД; урядом проводяться програми викорінення нелегального вирощування наркотичних рослин; транзитна країна для наркотрафіку південно-західноазійських опіатів, що прямують до Російської Федерації і Європи.

### Торгівля людьми
Згідно зі щорічною доповіддю про торгівлю людьми (англ. Trafficking in Persons Report) Управління з моніторингу та боротьби з торгівлею людьми Державного департаменту США, уряд Азербайджану докладає значних зусиль у боротьбі з явищем примусової праці, сексуальної експлуатації, незаконною торгівлею внутрішніми органами, але законодавство відповідає мінімальним вимогам американського закону 2000 року щодо захисту жертв (англ. Trafficking Victims Protection Act’s) не повною мірою, країна перебуває у списку другого рівня.

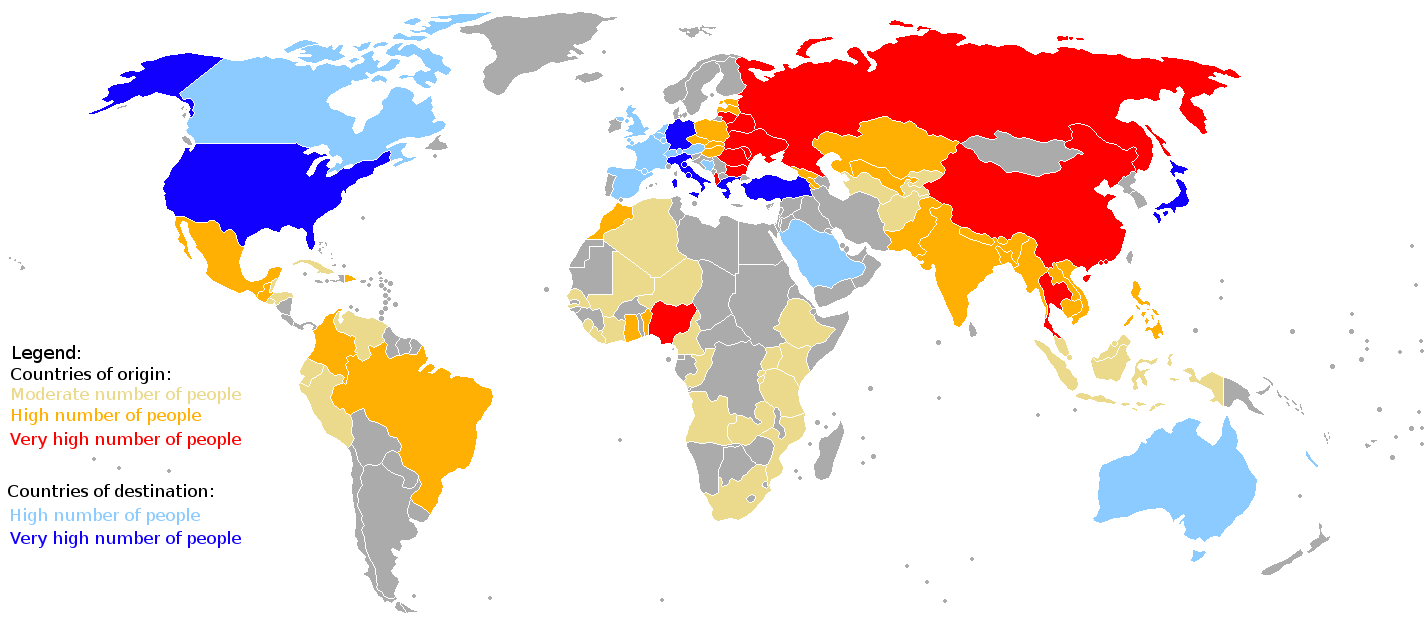
Країни-донори (червоний) і країни-реципієнти кримінальних потоків  (англ.)
Глобальна боротьба з торгівлею людьми (англ.)

## Гендерний стан
Статеве співвідношення (оцінка 2015 року):
- при народженні — 1,11 особи чоловічої статі на 1 особу жіночої;
- у віці до 14 років — 1,15 особи чоловічої статі на 1 особу жіночої;
- у віці 15—24 років — 1,08 особи чоловічої статі на 1 особу жіночої;
- у віці 25—54 років — 0,96 особи чоловічої статі на 1 особу жіночої;
- у віці 55—64 років — 0,86 особи чоловічої статі на 1 особу жіночої;
- у віці за 64 роки — 0,62 особи чоловічої статі на 1 особу жіночої;
- загалом — 0,98 особи чоловічої статі на 1 особу жіночої[1].

## Демографічні дослідження
Демографічні дослідження у країні ведуться рядом державних і наукових установ:

### Українською
- Атлас. 10-11 клас. Економічна і соціальна географія світу / упорядники :  О. Я. Скуратович, Н. І. Чанцева. — К. : ДНВП «Картографія», 2010. — ISBN 978-966-475-639-3.
- Атлас світу / голов. ред. І. С. Руденко ; зав. ред. В. В. Радченко ; відп. ред. О. В. Вакуленко. — К. : ДНВП «Картографія», 2005. — 336 с. — ISBN 9666315467.
- Безуглий В. В. Економічна і соціальна географія зарубіжних країн : Навчальний посібник. — К. : ВЦ «Академія», 2007. — 704 с. — ISBN 978-966-580-239-6.
- Безуглий В. В., Козинець С. В. Регіональна економічна і соціальна географія світу : Навчальний посібник. — видання 2-ге, доп., перероб. — К. : ВЦ «Академія», 2007. — 688 с. — ISBN 966-580-144-9.
- Головченко В. І., Кравчук О. Країнознавство: Азія, Африка, Латинська Америка, Австралія і Океанія. — К., 2006. — 335 с. — ISBN 966-8939-04-2.
- Гудзеляк І. І. Географія населення: Навчальний посібник / І. Гудзеляк. — Л. : Видавничий центр ЛНУ імені Івана Франка, 2008. — 232 с. — ISBN 978-966-613-599-8.
- Дахно І. І. Країни світу: Енциклопедичний довідник / І. І. Дахно, С. М. Тимофієв. — К. : Мапа, 2011. — 606 с. — (Бібліотека нового українця) — ISBN 978-966-8804-23-6.
- Дахно І. І. Економічна географія зарубіжних країн : навчальний посібник. — К. : Центр учбової літератури, 2014. — 319 с. — ISBN 978-611-01-0682-5.
- Джаман В. О. Регіональні системи розселення: демографічні аспекти. — Чернівці : Рута, 2003. — 392 с. — ISBN 9665685988.
- Дорошенко Л. С. Демографія: Навчальний посібник. — К. : МАУП, 2005. — 112 с. — ISBN 966-608-442-2.
- Дубович І. А. Країнознавчий словник-довідник. — 5-те вид., перероб. і доп. — К. : Знання, 2008. — 839 с. — ISBN 978-966-346-330-8.
- Економічна і соціальна географія країн світу. Навчальний посібник / За ред. Кузика С. П. — Л. : Світ, 2002. — 672 с. — ISBN 966-603-178-7.
- Загальна медична географія світу / В. О. Шевченко [та ін.] — К. : [б.в.], 1998. — 178 с.
- Ігнатьєв П. М. Країнознавство: Країни Азії. — Ч. : Книги-XXI, 2004. — 383 с. — ISBN 966-8029-53-4.
- Книш М. М., Мамчур О. І. Регіональна економічна і соціальна географія світу (Латинська Америка та Карибські країни, Африка, Азія, Океанія) : навч. посіб. — Л. : ЛНУ ім. Івана Франка, 2013. — 368 с. — ISBN 978-617-10-0007-0.
- Крисаченко В. С. Динаміка населення: Популяційні, етнічні та глобальні виміри. — К. : Видавництво Національного інституту стратегічних досліджень, 2005. — 368 с. — ISBN 966-554-083-1.
- Любіцева О. О., Мезенцев К. В., Павлов С. В. Географія релігій. — К. : АртЕК, 1999. — 504 с. — ISBN 966-505-006-0.
- Масляк П. О. Країнознавство. — К. : Знання, 2007. — 292 с. — (Вища освіта XXI століття)
- Масляк П. О., Дахно І. І. Економічна і соціальна географія світу / П. О. Масляк, І. І. Дахно ; за ред. П. О. Масляка. — К. : Вежа, 2003. — 280 с. — ISBN 966-7091-53-8.

### Російською
- (рос.) Азербайджан // Демографический энциклопедический словарь / главн. ред. Валентей Д. И. — М. : Советская энциклопедия, 1985. — 608 с.
- (рос.) Азербайджан // Страны и народы. Советский Союз. Республики Закавказья. Республики Средней Азии. Казахстан / Редкол. : Т. А. Жданко (отв. ред., ред.-сост.) и др. — М. : «Мысль», 1984. — 382 с. — (Страны и народы) — 180 тис. прим.
- (рос.) Атлас народов мира / Отв. ред. С. И. Брук и В. С. Апенченко. — М. : ГУГК ГГК СССР и Институт этнографии им. Н. Н. Миклухо-Маклая АН СССР, 1964. — 185 с. — 20 тис. прим.
- (рос.) Численность и расселение народов мира. Этнографические очерки / под ред. С. И. Брука. — М. : Издательство АН СССР, 1962. — 487 с.
- (рос.) Лаппо Г. М. География городов: Учебное пособие для географических факультетов вузов. — М. : Туманит, изд. центр ВЛАДОС, 1997. — 476 с. — ISBN 5-691-00047-0.
- (рос.) Ягельский А. География населения. — М. : Прогресс, 1980. — 383 с.